# Новодубровское
Новодубровское — село в Убинском районе Новосибирской области в 50 км к северу от райцентра Убинское. В селе находится управление Новодубровского сельсовета.

## География
Площадь села — 95 гектаров.

## История
В 1928 году состояло из 134 хозяйств, основное население — русские. В административном отношении являлось центром Новодубровского сельсовета Михайловского района Барабинского округа Сибирского края.

## Население
| 1926 | 2002 | 2007 | 2010 | 2012 | 2013 | 2014 |
| ---- | ---- | ---- | ---- | ---- | ---- | ---- |
| 751  | ↘266 | ↘235 | ↘158 | ↘152 | ↘136 | ↘130 |
| 2015 | 2016 | 2017 | 2018 | 2019 | 2020 | 2021 |
| ↘127 | →127 | ↘126 | ↘120 | ↘114 | ↘113 | →113 |

Национальный состав
Согласно результатам переписи 2002 года, в национальной структуре населения русские составляли 96 %.

## Инфраструктура
В селе по данным на 2007 год функционируют 1 учреждение здравоохранения и 1 учреждение образования.